# Politički spektar
Politički spektar ili Politički kompas je sustav koji karakterizira i klasificira različite političke pozicije u odnosu jedna prema drugoj. Ovi položaji sjede na jednoj ili više geometrijskih osovina koje predstavljaju neovisne političke dimenzije. Izrazi politički kompas i politička karta koriste se i za pozivanje na politički spektar, posebno na njegove popularne dvodimenzionalne modele. Većina dugogodišnjih spektra uključuje lijevo-desnu dimenziju koja se izvorno odnosila na raspored sjedenja u francuskom parlamentu nakon revolucije (1789–1799), s radikalima na lijevoj strani i aristokratima na desnoj strani. Dok se komunizam i socijalizam u međunarodnom svijetu obično smatraju lijevom, konzervativizam i fašizam u međunarodnom se pogledu smatraju desnicom. Liberalizam može značiti različite stvari u različitim kontekstima, biti ponekad s lijeve strane (socijalni liberalizam), a drugi puta s desne strane (konzervativni liberalizam). Oni sa srednjim izgledima ponekad se klasificiraju kao centristi. Politika koja odbacuje konvencionalni lijevo-desni spektar često je poznata i kao sinkretička politika,iako oznaka ima tendenciju da pogrešno označi položaje koji imaju logično mjesto na dvosmjernom spektru, jer se čine nasumično okupljeni na jednostrukom os lijevo-desno spektar.
Najpoznatija i najdugovječnija spektralna podjela je jednodimenzionalna lijevo-desna geometrijska linija koja izvorno potječe od rasporeda sjedala u francuskom parlamentu poslije revolucije (1789-99). U kasnijoj praksi ova jednodimenzionalna podjela smatrala se prejednostavnom, i tokom 20-tog stoljeća razvojem političkih znanosti i korištenjem znastvene metode, politički pogledi se počinu razmatrati u dvije, tri i više dimenzija.

## Povijest
Politički pojmovi desno i lijevo pojavili su se za vrijeme Francuske revolucije u vremenu 1789-1799 u i odnosilo se na mjesto na kojima su predstavnici sjedili u raznim državnim strukturama osobito u državotvornim tijelima u Francuskoj. Ovaj položaj se odnosio na mjesto gdje je sjedio predsjedavajući u nekom saboru, u kojem je aristokracija sjedila na desnoj strani od presjedavajućeg, dok su obični građani sjedili s lijeve strane. I od ovoga dolaze pojmovi politika desnog krila i politika lijevog krila.